# La Terra Santa
La Terra Santa è una raccolta di quaranta poesie scritta da Alda Merini e pubblicata nel 1984.

## Storia editoriale
La scelta delle poesie è a cura di Maria Corti sulla base di manoscritti e dattiloscritti di un centinaio di poesie, in parte ancora inedite, raccolte nel Fondo Manoscritti di Autori Moderni e Contemporanei dell'Università di Pavia. Da questo momento in poi, la produzione letteraria di Merini è contraddistinta da una sovrabbondante scrittura di testi, alcuni dei quali nascono da necessità terapeutiche, che non sono tutti validi dal punto di vista letterario, e che sono stati amministrati da amici scrupolosi di Merini quali ad esempio Giacinto Spagnoletti, Nicola Crocetti, Vanni Scheiwiller, Maria Corti, Giovanni Raboni. La storia della pubblicazione di questa raccolta è stata testimoniata dalla curatrice Corti, la quale più volte ha ricordato «la generale ottusa indifferenza» delle case editrici italiane per la pubblicazione delle poesie scelte per la costituzione de La Terra Santa, tanto che questo fatto ha concorso a rendere arduo il ritorno di Merini all'interno del panorama letterario italiano.
La Terra Santa è stata ristampata da Scheiwiller nel 1996, insieme alle raccolte Destinati a morire del 1990, Le satire della Ripa del 1983, Le rime petrose datate sempre 1983 e Fogli bianchi del 1987, nel nuovo volume dal titolo La Terra Santa. Con questa  raccolta Merini ha vinto il Premio Librex-Guggenheim «Eugenio Montale» nel 1993 per la poesia. 

## Contenuto
Oggetto principale della rappresentazione è il manicomio, che Alda Merini assimila metaforicamente alla Terra Santa di biblica  memoria. Così in tutta la raccolta questo tema non solo è presente ma viene iterato, e come sintetizza Alda Merini, La Terra Santa «parla ossessivamente dello stesso tema, lo racconta, se ne lamenta. Sembrerebbe, ma non è poesia patologica». Recuperando i giudizi critici, abbastanza generosi, che riguardano questa raccolta poetica, considerata da Maria Corti «fra le creazioni poetiche migliori di Alda Merini», ci si rende conto che il dato costante nelle sue liriche è l'armonia in quanto «valore prelogico», ha scritto Giacinto Spagnoletti, e ancora contraddistinta da versi la cui musicalità è causata dalla presenza di «scatti fonici e verbali»: si ricorda che Merini fa spesso uso, nelle sue liriche, del linguaggio musicale acquisito con lo studio del pianoforte. Nella raccolta poetica La Terra Santa, il periodo d'internamento della scrittrice viene creativamente metaforizzato nella vicenda storico-religiosa che il popolo ebraico ha vissuto durante l'esodo e di cui narrano i primi libri dell’Antico Testamento; non mancano, tuttavia, riferimenti anche ai Vangeli (come si evince, per esempio, dalla lirica Vicino al Giordano). Essendovi concretamente una sovrapposizione fra Terra promessa e manicomio, e quindi fra il viaggio compiuto dal “popolo prediletto” da Dio dall'Egitto alla Palestina, Remo Pagnanelli in una recensione al volume ha parlato de La Terra Santa come di «progetto logico e strutturato nel genere coesivo del poema». Il manicomio di Alda Merini viene individuato dalla scrittrice come un inferno e quindi, ne «La Terra Santa, la contrada consacrata da Gerico», scrive Manganelli, «anche l'inferno è sacro».

## Metrica
In tutta la sua produzione in versi la scrittrice sembra che guardi il mondo «sub specie endecasillabica». Insomma, il verso principe della lirica italiana, l'endecasillabo, è la misura metrica guida che Alda Merini scelse da quando si esercitava alle prime prove poetiche, un verso sicuro, un «argine sicuro» - ha scritto Benedetta Centovalli in una nota a Il volume del canto - per narrare la propria vicenda umana. A causa di questa peculiare scelta metrica, insieme ad altre questioni di carattere stilistico quali, ad esempio l'uso del verso - melopea, l'utilizzo di una lettura «figurale» dei personaggi che attraversano il tessuto narrativo, si è parlato di influenze medievali e stilnovistiche nell'opera di Merini, accostando per questo il “maestro” Manganelli alla «ragazzetta milanese». In questa raccolta poetica, comunque, Alda Merini dimostra di saper far uso anche di altri metri oltre all'endecasillabo quali il quinario, il settenario, il novenario, misure però che rispettano sempre i canoni classici della lirica italiana, che rifiutano qualsiasi violazione alla norma, inserendosi comunque nel solco della tradizione novecentesca che da D'Annunzio a Pascoli ha optato per una lirica in cui «il verso si lascia pervadere dalla prosa».